# Kamel Messaoudi
Kamel Messaoudi (en arabe : كمال مسعودي), né le 30 janvier 1961 à Bouzaréah, dans la périphérie d'Alger, au sein d'une famille Kabyle originaire du village de Aït Bouali, dans la commune Freha en Kabylie et mort le 10 décembre 1998 d'un accident de voiture à Alger, est un chanteur et musicien algérien de Chaâbi et le neveu du célèbre joueur du Mouloudia Club d'Alger Saïd Haddad.

## Biographie
Né le 30 janvier 1961 à Bouzaréah, un quartier populaire de la banlieue algéroise, Kamel Messaoudi grandit dans une famille modeste d'origine kabyle, passe son enfance dans le quartier de Gai Soleil à El Biar, il s'était intéressé très vite au sport et aux spectacles. Son père l'encourage à se consacrer davantage à ses études où il est très bon, plutôt qu'à la chanson.
Il fut influencé par son frère aîné qui jouait de la musique, il choisit lui aussi de devenir musicien. Ses débuts ont eu lieu en 1974 quand il monta un groupe de musique Chaâbi dans lequel il fit ses premiers pas. la voix posée du chanteur l'a rapidement fait connaitre aux habitants du quartier, ses premiers admirateurs.
II lui faudra toutefois attendre 1985 pour tenter un sortie discographique qui ne se produira pas, le producteur décrétant la mort du Chaâbi face à la déferlante de la musique Raï. Commercialisé sous forme de mini cassette en 1990, il obtient peu de succès. Deux enregistrements suivront, mais la reconnaissance tarde à venir. Influencé par des interprètes internationaux et algériens tels que Cheikh El Hasnaoui, Slimane Azem, Lounès Matoub, Dahmane El Harrachi... Kamel Messaoudi est exigeant envers lui-même, et choisit méticuleusement ses sujets. II préfère des chansons à thèmes et des tournures choc qui marquent les esprits.
En 1991, coup de tonnerre dans un ciel en deuil par la violence ambiante de la Décennie noire, il sort la cassette Chemaâ (La Bougie), dont le titre phare éponyme, écrit par le poète et parolier Kaddour Frah, chanté avec profondeur sur le mode Sika Espagnole (Flamenco), devient un succès populaire, hymne de toute la jeunesse désabusée du monde arabe des années 90. Kamel Messaoudi réussi à trouver le juste milieu entre modernité et tradition: le Néo Chaâbi. Il réalise le titre Ya Dzaïr, un vrai manifeste, ôde à l'Algérie ou le style Chaâbi renoue avec sa base populaire dans le propos, sans perdre de sa poésie et de sa musicalité. Les chansons de Kamel Messaoudi sont empreintes de spleen, de mélancolie, elle portent tout l’espoir et le pessimisme qu’il ressentait sur différents sujets notamment l'amour, la jeunesse et l'Algérie. En osmose avec ses amis paroliers, notamment Yacine Ouabed, il chantera Ya Hasra Alik Ya Denia.
Discret, sobre, Kamel qui se produisait parfois à Paris dans des mariages et des concerts communautaires, montrait une certaine réticence à s'exprimer dans les médias maghrébins en France. «Dans une Algérie où chaque mot prononcé peut réveiller tout un volcan, je préfère le silence. Moi, ma raison d'être est de parcourir l'Algérie et de venir en France fréquenter les cafés maghrébins, mon autre lieu d'inspiration», racontait celui qui, grâce à son producteur Madani et loin du milieu de la world music, avait su avec le temps et dans la discrétion gagner un large public en France.
A 37 ans, il n'en finissait pas de parcourir depuis plusieurs années le pays en voiture pour donner des concerts dans des régions où le Chaâbi est apprécié. «Je ne peux pas refuser de chanter dans les mariages de mes admirateurs. En raison des événements (Décennie noire), on prend tout de même des précautions, avec des départs dans la nuit par exemple», racontait ce zaouali (célibataire) qui devait se marier prochainement. Même dans la tourmente algérienne, le chanteur Kamel Messaoudi n'a jamais voulu quitter son quartier, ses amis de Bouzaréah, à l'ouest d'Alger.
Durant les années de terrorisme, témoigne le chanteur et producteur Hacene Ahres, Kamel Messaoudi se produisait à salle El Mouggar, à El-Harrach et un peu partout à Alger, mais il faut dire que les salles n'étaient pas combles. Le public avait peur des attentas, «Mais Kamel Messouadi était surpris par les salles archi-combles lors de ses concerts en Kabylie à Tizi Ouzou. Il a fini par être convaincu qu'il fallait s'adresser à eux en Berbère, une sorte d'hommage qu'il voulait leur rendre.» Le projet est lancé et Hacene Ahres adapte 7 chansons en kabyle pour le chanteur. Elles étaient toutes de Kamel, comme "Chemaâ" et d'autres avec les mélodies déjà chantées en arabe. Mais le destin a voulu que le chanteur décède 20 jours plus tôt.
Le 10 décembre 1998, après avoir participé à une émission télévisée diffusée en direct sur l'ENTV, où il répondit à une question du présentateur qui demandait pourquoi n’apprenait-il pas par cœur la poésie Chaâbi, il répondit : «C'est charmant de connaître cette poésie, mais je préfère apprendre les versets du Coran, que je trouverai peut-être à mes côtés le Jour du jugement Inch Allah», son véhicule dérape sur une autoroute dans la banlieue d'Alger, il décèdera dans l'accident,,.
Des années après sa disparition, la discographie Néo Chaâbi de Kamel Messaoudi traverse le temps et un nouveau public redécouvre sans cesse son oeuvre et au gré des hommages dithyrambiques qui lui sont consacrés, et des reprises d'artistes de tout le monde arabe pour qui il reste une source d'inspiration tels que Cameleon, Saad Lamjarred etc,

## Discographie
- Chemaâ
- Ya hassra âalik ya denya
- Ya dzair ra7 tab el kalbe
- Njoum ellil
- Kalthoum
- Wahd El ghouziel
- Hanna
- Ech Tfaid
- Asm3i ya lbnia
- Kifech ana n'habek
- Moulat essalef etoui
- Mouhel ana n'nssek
- Win rayha
- Ma n'zid n'khemem
- Ouallah ma d'ritek
- Mchiti ma chfti wrak
- Ma Bqat roudjla
- Men houb hadi laghzala
- Ya lahbiba ma tabkich
- Ya 3rouss -3zziz A3liya- Enta l'habib
- habitt Elyoum N'tfakrek
- Rahou Mqaderli
- Rouh ya zamen (Samhini)
- Ya Mahla ellil
- Khaliha ta3mel ma bghat
- Al ouadaâ
- Nbghi tkouni Mastoura
- Nahlem bik
- Rayeh Merhoun
- Iferredj Rebbi
- Ghab 3eni Baba Hnini
- Nebki 3la dmou3
- Ana w nti ya guitara
- Ila kanek 3awam
- N3arfek Hnina
- Djiti W Chkiti
- Kahlet La3youn
- Asadk w lewfa
- Machi ghardi
- Ana lmemhoun
- Lweqt aghedar
- Haramtou Bik Nou3asi
- Laboud sghir ichib